# Eamon Deacy
Eamon Deacy, né le 1er octobre 1958 à Galway et mort le 13 février 2012, est un footballeur irlandais.

## Carrière
Le défenseur irlandais évolue au poste d'arrière gauche au Limerick Football Club de 1976 à 1977 puis rejoint les Galway Rovers où il marque le premier but de l'histoire du club en Championnat d'Irlande. 
Il quitte le club en mars 1979 et fait partie de l'équipe d'Aston Villa sacrée championne d'Angleterre lors de la saison 1980-1981. Sélectionné à quatre reprises en équipe d'Irlande en 1982, il ne dispute aucun match de la Coupe des clubs champions européens 1981-1982 remportée par Aston Villa. 
Il est prêté la saison suivante au Derby County FC puis retourne au Galway United où il reste jusqu'en 1991, remportant la Coupe d'Irlande lors de la dernière année
.

## Sources
- (en) Stephen McGarrigle, The Complete who's who of Irish international football : 1945-1996, Edimbourg, Mainstream Publishing, octobre 1996, 237 p. (ISBN 1-85158-894-9), p. 52